# 2842 Unsöld
2842 Unsöld è un asteroide della fascia principale. Scoperto nel 1950, presenta un'orbita caratterizzata da un semiasse maggiore pari a 2,6173547 UA e da un'eccentricità di 0,1007000, inclinata di 11,72698° rispetto all'eclittica.